# 大きなあなた小さなわたし/カナリア
『大きなあなた小さなわたし/カナリア』は、女優・タレントの椎名法子が「shiina」名義で発売した6枚目のシングル。2001年8月1日にフォーライフミュージックエンタテイメントよりリリースされた。

## 概要
前作より6ヶ月ぶり、名義を「椎名法子」から「shiina」変更してからは初となるシングル。表題曲はフジテレビ「HEY!HEY!HEY!」2001年7月-9月度エンディングテーマ、及び賃貸住宅ニュース社「CHINTAI」CMソングに起用された。
椎名法子の最も売れたシングル。

## ミュージック・ビデオ
監督は田所貴司。

## 収録曲
1. 大きなあなた小さなわたし
作詞：shiina／作曲：カナコ(speena)／編曲：Haya10
2. カナリア
作詞：shiina／作曲・編曲：T2ya
3. 大きなあなた小さなわたし(Instrumental)
4. カナリア(Instrumental)